# Ricky Wilde
Pour les articles homonymes, voir Wilde.
Cet article concerne l'athlète. Pour le musicien, frère de Kim Wilde, voir Ricky Wilde (musicien).
Richard « Ricky » Wilde, né le 13 octobre 1945 et mort le 24 septembre 2019, est un athlète britannique, spécialiste des courses de fond.

## Biographie
Il remporte le titre du 3 000 mètres lors des Championnats d'Europe en salle 1970, à Vienne, en Autriche, en devançant dans le temps de 7 min 46 s 85 l'Allemand Harald Norpoth et l'Espagnol Javier Álvarez. 

### Palmarès
| Date | Compétition                    | Lieu   | Résultat | Épreuve |
| ---- | ------------------------------ | ------ | -------- | ------- |
| 1970 | Championnats d'Europe en salle | Vienne | 1er      | 3 000 m |

### Records
| Épreuve         | Performance   | Lieu      | Date           |
| --------------- | ------------- | --------- | -------------- |
| 3 000 m (salle) | 7 min 46 s 85 | Vienne    | 15 mars 1970   |
| 5 000 m         | 13 min 30 s 8 | Stockholm | 5 juillet 1972 |